# Buter
Buter is een bestuurslaag in het regentschap Aceh Tengah van de provincie Atjeh, Indonesië. Buter telt 464 inwoners (volkstelling 2010).